# Federazione pallavolistica di Panama
La Federazione panamense di pallavolo (spa. Federación Panameña de Voleibol, FPV) è un'organizzazione fondata per governare la pratica della pallavolo a Panama.
Organizza il campionato maschile e femminile, e pone sotto la propria egida la nazionale maschile e femminile.
Ha aderito alla FIVB nel 1968.